# Ozero Kolpino
Ozero Kolpino (ryska: Озеро Колпино) är en sjö i Belarus.   Den ligger i voblasten Homels voblast, i den östra delen av landet, 250 km sydost om huvudstaden Minsk. Ozero Kolpino ligger 137 meter över havet. Arean är 0,17 kvadratkilometer. Den sträcker sig 0,6 kilometer i nord-sydlig riktning, och 0,4 kilometer i öst-västlig riktning.
Trakten runt Ozero Kolpino består till största delen av jordbruksmark. Runt Ozero Kolpino är det glesbefolkat, med 12 invånare per kvadratkilometer.